# لیندا میلز
لیندا میلز (به انگلیسی: Linda G. Mills) یک کارگر اجتماعی و مدیر آکادمیک آمریکایی است که از ژوئیه ۲۰۲۳ میلادی، مدیریت دانشگاه نیویورک را به عهده گرفته است.

## تحصیلات
میلز لیسانش را در زمینه هنرهای تاریخی و اندیشه اجتماعی از دانشگاه کالیفرنیا، ارواین در سال ۱۹۷۹ گرفت. او Juris Doctor از دانشگاه کالیفرنیا، کالج حقوق هیستینگز در سال ۱۹۸۳ و فوق لیسانس علوم کاری در سال ۱۹۸۶ از دانشگاه ایالتی سان فرانسیسکو دریافت کرد. او دکترایش را در سال ۱۹۹۴ در زمینه سیاست سلامت از دانشگاه برندایس دریافت کرد.
او در سال ۱۹۸۳ در کافه کالیفرنیا (California Bar) پذیرفته شد و اولین بار در سال ۱۹۹۰ یک مددکار اجتماعی بالینی دارای مجوز شد.